# 私の少女時代-OUR TIMES-
『私の少女時代-OUR TIMES-』（わたしのしょうじょじだい あわたいむす、原題：我的少女時代、英語題：Our Times）は、2015年の台湾映画。
仕事も恋も上手くいかない30代女性が回想する、自らの青春時代だった90年代の高校生時代を描いた青春恋愛映画。エグゼクティブプロデューサーを務めるアンディ・ラウが本人役で特別出演もしている。

## ストーリー
映画の始まりは現代で、リン・チェンシン（林真心）はストレスの多い普通の会社員として働いている。真心という名前の通り彼女は勤勉に働いているが、若い後輩同僚からはよくバカにされていた。落胆した彼女は、ラジカセで昔のアンディ・ラウの曲を聞く。その曲が、林真心がアンディ・ラウをアイドルとして好んでいたころの、ごく普通で気楽だった彼女の高校時代へと誘う。彼女は学校で一番人気の男子学生であるところのオウヤン・フェイファン（欧陽非凡）に片思いしていて、彼女には2人の女性の親友がいた。
17歳のある日、林真心は幸福の手紙を受け取る。それにはもし手紙を転送しない場合、近い内に不幸が起こる旨の警告が書かれていた。無邪気にも彼女は、シュー・タイユィ（徐太宇）という学校でも悪名高い不良のボス、数学の先生、そして学校で一番人気の女子生徒、タオ・ミンミン（陶敏敏）へと手紙を転送する。徐太宇は手紙を読んでいる時に、交通事故の被害に会う。怒った徐太宇は手紙の送り主を見つけ出した上で、林真心に自分の"友達"になるよう強要し、欧陽非凡に危害を加えない代わりとして使い走りを命じる。彼女は徐太宇の"パシリ"となった。
そんな中、林真心は陶敏敏と欧陽非凡の会話を偶然聞いてしまい、二人に秘密の関係があることを知ってしまう。落胆して、彼女は陶敏敏のことが好きな徐太宇と、カップルを破局に導くよう協力関係を作る。その過程での数々のイベントを経て、林真心と徐太宇はお互いのことをよりよく理解し、友人関係から勉強し合う関係に、そして真の愛情を知るようになる。そして、二人はそれぞれがお互いを好きになった。
その後、徐太宇の頭部から、交通事故で発生しその後の頻繁な喧嘩でさらに悪化した血栓が発見された。徐太宇の両親は彼を海外留学させ、ソーシャルメディアなどない時代、徐太宇に連絡する手段もなく、林真心は取り残された。
18年後、林真心は自分を再発見することにより、不幸な仕事と男女関係を解消した。台北で開催されるアンディ・ラウのコンサートのチケットは依然買えなかったが、運命の賜物か林真心はアンディ・ラウに偶然出会い、徐太宇と再会をすることになった。実は、台北のコンサートは徐太宇が林真心のために"大人になったら"と約束して開催したものだった。

## キャスト
- ビビアン・ソン（宋芸樺）：リン・チェンシン（林真心）…日本語吹替：豊崎愛生
- ダレン・ワン（王大陸）：シュー・タイユィ（徐太宇）…日本語吹替：杉田智和
- ディノ・リー（李玉璽）：オウヤン・フェイファン（欧陽非凡）…日本語吹替：浪川大輔
- デヴィ・チェン（簡廷芮）：タオ・ミンミン（陶敏敏）…日本語吹替：水樹奈々

特別出演
- ジョー・チェン（陳喬恩）：大人になったリン・チェンシン（林真心）
- アンディ・ラウ（劉徳華）：本人
- ジェリー・イェン（言承旭）：大人になったシュー・タイユィ（徐太宇）

## スタッフ
- 監督：フランキー・チェン（陳玉珊）
- エグゼクティブプロデューサー：アンディ・ラウ（劉徳華）
- 製作：イエ・ルーフェン（葉如芬）
- 脚本：ツォン・ヨンティン（曾詠婷）
- 撮影：チャン・ミンチョン（江敏忠）、チェン・クオロン（陳国隆）
- 美術：ヤン・チュアンシン（楊傳信）
- 音楽：クリス・ホウ（侯志堅）
- 主題歌：ヒビ・ティエン（田馥甄）「小幸運」